# Pistolet FEG Tokagypt 58
FEG Tokagypt 58 – węgierski pistolet samopowtarzalny, wersja radzieckiego pistoletu TT.

## Historia
W drugiej połowie lat 50. XX wieku władze Egiptu zamówiły duże ilości krótkiej broni palnej na Węgrzech. Wśród zamówionej broni znalazły się pistolety TT. Egipcjanie zażądali jednak dostosowania tego pistoletu do zasilania nabojem 9 × 19 mm Parabellum i wyposażenia go w bezpiecznik nastawny (oryginalny TT był zasilany amunicją 7,62 × 25 mm i nie posiadał żadnego bezpiecznika).
Pracownicy biura projektowego zakładów Fémáru Fegyver és Gépgyár w Budapeszcie szybko dokonali niezbędnych modyfikacji. Pistolet TT wyposażono w nową lufę i magazynek. W tylnej części, na lewej stronie szkieletu umieszczono skrzydełko bezpiecznika. Pistolet został wyposażony w nowe okładki chwytu obejmujące chwyt także od tyłu i zdecydowanie poprawiające ergonomię broni. Zmodernizowany pistolet otrzymał nazwę Tokagypt pochodzącą od słów Tokariew i Agypt (węg. Egyiptom).
Produkcję nowego pistoletu rozpoczęto w 1958 roku. Ponieważ armia egipska zrezygnowała z wprowadzenia Tokagypta 58 na uzbrojenie zakupione egzemplarze znalazły się na uzbrojeniu egipskiej policji. Po dostarczeniu kilku partii pistoletów kontrakt został zerwany przez stronę egipską.
W latach 60. pistolety Tokagypt trafiły do Syrii i Libanu. Egzemplarze dostarczone do tych krajów były pozbawione oznaczeń producenta. Na zamkach tych pistoletów znajdowały się jedynie napisy Firebird lub Super 12 (liczba 12 była umieszczona w okręgu). W następnych latach pozbawione oznaczeń Tokagypty były powszechnie używane przez bojowników palestyńskich. Pistolety Tokagypt były też używane przez terrorystów niemieckiej grupy Baader-Meinhof.
Od lat 90. pistolety Tokagypt są sprzedawane na rynku cywilnym w zestawach zawierających wymienną lufę i magazynek na amunicję 7,62 mm.

## Opis
Pistolet Tokagypt 58 działa na zasadzie krótkiego odrzutu lufy, zamek ryglowany przez przekoszenie lufy. Połączenie lufy z zamkiem w położeniu zaryglowanym zapewniają dwa występy ryglowe wchodzące w wyżłobienia w zamku. Odryglowanie zapewnia ruchomy łącznik. Mechanizm spustowo-uderzeniowy kurkowy bez samonapinania (SA). Tokagypt posiada bezpiecznik nastawny umieszczony w tylnej części chwytu pistoletowego, po lewej stronie szkieletu. Bezpiecznik blokuje szynę spustową. Po wystrzeleniu ostatniego naboju z magazynka zamek zatrzymuje się w tylnym położeniu na zaczepie zamka. Tokagypt posiada stałe przyrządy celownicze składające się z muszki i szczerbinki. Magazynek 7-nabojowy, jednorzędowy.